# Virginia Slims of Nashville 1990
Il Virginia Slims of Nashville 1990 è stato un torneo di tennis giocato sul cemento indoor. 
È stata la 6ª edizione del torneo, che fa parte della categoria Tier IV nell'amnito del WTA Tour 1990. Si è giocato a Brentwood negli USA dal 29 ottobre al 4 novembre 1990.

## Campionesse

### Singolare
Natalija Medvedjeva ha battuto in finale  Susan Sloane-Lundy con il punteggio di 6–3, 7–6(3)

### Doppio
Kathy Jordan /  Larisa Neiland hanno battuto in finale  Brenda Schultz /  Caroline Vis con il punteggio di 6–1, 6–2